# Centralia (Illinois)
Pour les articles homonymes, voir Centralia.
Centralia est une ville du sud de l'état américain de l'Illinois, à cheval sur les comtés de Clinton, de Marion, de Jefferson et de Washington.
La population était de 13 032 habitants lors du Recensement américain de 2010, en baisse de 1000 habitants par rapport au recensement de 2000 (14 136 habitants).
Centralia tire son nom de l'Illinois Central Railroad, construit en 1853. La ville fut fondée à l'endroit où les deux principales branches du chemin de fer convergeaient. Centralia fut pour la première fois reconnu comme ville (city) en 1859.